# Pallavicini Alfonz Károly
Pallavicini Alfonz Károly (Bécs, 1883. november 10. – Bécs, 1958. január 18.) magyar nagybirtokos, felsőházi tag, császári és királyi kamarás; az Aranygyapjas rend lovagja; máltai lovag.

## Élete
Római katolikus vallású, nagybirtokos családban született; apja őrgróf Pallavicini Sándor, az Aranygyapjas rend lovagja és örökös főrendiházi tag volt. Középiskoláit szülővárosában végezte, egyéves önkéntes katonai szolgálatát pedig a császári és királyi 4. közös huszárezrednél teljesítette. Utána két éven át a müncheni egyetem erdészeti karának hallgatója volt, 1907-ben pedig átvette a mindszent–algyői hitbizományi uradalom vezetését. 1912-ben vásárolta meg a szilvásváradi uradalmat az elhunyt lovag Wessely Károly örökösétől, Wessely Ernőtől közel négymillió koronáért. Ezáltal a gazdálkodásnak élt az első világháború kitöréséig.
A háborús mozgósításkor bevonult és eleinte mint parancsőrtiszt teljesített szolgálatot, majd ezrede kötelékében szolgált tovább és 1918 őszén mint kapitány szerelt le. A háborúban megsebesült és vitéz magatartásáért több kitüntetésben részesült. Tulajdonosa volt a III. osztályú katonai érdemkeresztnek, a Signum Laudis két fokozatának és a II. osztályú német vaskeresztnek is.
A bolsevizmus idején Szegedre ment, ahol kezdettől tevékeny részt vett az ellenforradalmi mozgalmakban. Később visszatért birtokaira, és sokáig csak a gazdálkodásnak élt. A megyei közéletbe már viszonylag korán bekapcsolódott – Csongrád vármegye törvényhatósági bizottságában örökös taggá is megválasztották, elnöke volt a Hármas Algyői Ármentesítő és Belvízszabályozó Társulatnak, illetve alelnöke a Szegedi Ármentesítő és Belvízszabályozó Társulatnak. Az országos politikai életbe csak viszonylag későn kapcsolódott be: az 1930-as évek végén lett a parlamenti felsőház tagja, mint az örökösjogú főrendi családok képviselőinek egyike.